# Knossos
Knossos hoặc Cnossos (/ˈnɒsɒs/; tên khác: Knossus hoặc Cnossus /ˈnɒsəs/; tiếng Hy Lạp: Κνωσός, pronounced [knoˈsos]),là địa điểm khảo cổ lớn nhất thời đại đồ đồng trên đảo Crete và được xem là thành phố lâu đời nhất của châu Âu.

## Sách tham khảo

### By Evans
- Evans, Arthur John (1894). "Primitive Pictographs and Script from Crete and the Peloponnese". The Journal of Hellenic Studies. Quyển XIV. tr. 270–372. doi:10.2307/623973.
- —— (1901). "Minoan Civilization at the Palace of Knosses" (PDF). Monthly Review. Bản gốc (PDF) lưu trữ ngày 16 tháng 6 năm 2013. Truy cập ngày 24 tháng 6 năm 2016.
- —— (1906A) [1905]. Essai de classification des Époques de la civilization minoenne: résumé d’un discours fait au Congrès d’Archéologie à Athènes . London: B. Quaritch.
- —— (1906B). The prehistoric tombs of Knossos: I. The cemetery of Zapher Papoura, with a comparative note on a chamber-tomb at Milatos. II. The Royal Tomb at Isopata. Archaeologia 59 (1905) pages 391–562. London: B. Quaritch.
- —— (1909). Scripta Minoa: The Written Documents of Minoan Crete: with Special Reference to the Archives of Knossos. Quyển I: The Hieroglyphic and Primitive Linear Classes: with an account of the discovery of the pre-Phoenician scripts, their place in the Minoan story and their Mediterranean relatives: with plates, tables and figures in the text. Oxford: Clarendon Press.
- —— (1912). "The Minoan and Mycenaean Element in Hellenic Life". The Journal of Hellenic Studies. Quyển 32. tr. 277–287. doi:10.2307/624176.
- —— (1914). "The 'Tomb of the Double Axes' and Associated Group, and the Pillar Rooms and Ritual Vessels of the 'Little Palace' at Knossos". Archaeologia. Quyển 65. tr. 1–94. doi:10.1017/s0261340900010833.
- —— (1921, 1928A, 1928B, 1930, 1935A, 1935B, 1936). The Palace of Minos: a comparative account of the successive stages of the early Cretan civilization as illustrated by the discoveries at Knossos. London: MacMillan and Co; Online by Ruprecht-Karls-Universität Heidelberg. {{Chú thích sách}}: Kiểm tra giá trị ngày tháng trong: |date= (trợ giúp) [Volume 1, Volume 2 Parts 1&2, Volume 3, Volume 4 Parts 1&2, Index by Joan Evans].
  - —— (1921). PM. Quyển I: The Neolithic and Early and Middle Minoan Ages.
  - —— (1928A). PM. Quyển II Part I: Fresh lights on origins and external relations: the restoration in town and palace after seismic catastrophe towards close of M. M. III and the beginnings of the New Era.
  - —— (1928B). PM. Quyển II Part II: Town-Houses in Knossos of the New Era and restored West Palace Section, with its state approach.
  - —— (1930). PM. Quyển III: The great transitional age in the northern and eastern sections of the Palace: the most brilliant record of Minoan art and the evidences of an advanced religion.
  - —— (1935A). PM. Quyển IV Part I: Emergence of outer western enceinte, with new illustrations, artistic and religious, of the Middle Minoan Phase, Chryselephantine "Lady of Sports", "Snake Room" and full story of the cult Late Minoan ceramic evolution and "Palace Style".
  - —— (1935B). PM. Quyển IV Part II: Camp-stool Fresco, long-robed priests and beneficent genii, Chryselephantine Boy-God and ritual hair-offering, Intaglio Types, M.M. III – L. M. II, late hoards of sealings, deposits of inscribed tablets and the palace stores, Linear Script B and its mainland extension, Closing Palatial Phase, Room of Throne and final catastrophe.
  - Evans, Joan (1936). PM. Quyển Index to the Palace of Minos.
- —— (1952). Scripta Minoa: The Written Documents of Minoan Crete: with special reference to the archives of Knossos. Quyển II: The Archives of Knossos: clay tablets inscribed in linear script B: edited from notes, and supplemented by John L. Myres. Oxford: Clarendon Press.

### By others
- Begg, D.J. Ian (2004), "An Archaeology of Palatial Mason's Marks on Crete", trong Chapin, Ann P (biên tập), ΧΑΡΙΣ: Essays in Honor of Sara A. Immerwahr, Hesperia Supplement 33, tr. 1–28
- Benton, Janetta Rebold and Robert DiYanni.Arts and Culture: An introduction to the Humanities, Volume 1 (Prentice Hall. New Jersey, 1998), 64–70.
- Bourbon, F. Lost Civilizations (New York,  Barnes and Noble, 1998), 30–35.
- Castleden, Rodney (1990). The Knossos Labyrinth: A New View of the 'Palace of Minos' at Knossos. London; New York: Routledge.
- Whitelaw, Todd (2000). "Beyond the palace:A century of investigation at Europe's oldest city". Bulletin of the Institute of Classical Studies. tr. 223, 226.
- Davaras, Costos; Doumas, Alexandra (Translator) (1957). Knossos and the Herakleion Museum: Brief Illustrated Archaeological Guide. Athens: Hannibal Publishing House. {{Chú thích sách}}: |first2= có tên chung (trợ giúp)
- Driessen, Jan (1990). An early destruction in the Mycenaean palace at Knossos: a new interpretation of the excavation field-notes of the south-east area of the west wing. Acta archaeologica Lovaniensia, Monographiae, 2. Leuven: Katholieke Universiteit.
- Gere, Cathy (2009). Knossos and the Prophets of Modernism. Chicago: The University of Chicago Press. ISBN 0226289540.
- Landenius Enegren, Hedvig. The People of Knossos: prosopographical studies in the Knossos Linear B archives (Uppsala: Acta Universitatis Upsaliensis, 2008) (Boreas. Uppsala studies in ancient Mediterranean and Near Eastern civilizations, 30).
- Macdonald, Colin F. (2005). Knossos. London: Folio Society.
- MacGillivray, Joseph Alexander (2000). Minotaur: Sir Arthur Evans and the Archaeology of the Minoan Myth. New York: Hill and Wang (Farrar, Straus and Giroux).
- Pendlebury, JDS; Evans, Arthur (Forward) (2003) [1954]. A handbook to the palace of Minos at Knossos with its dependencies. Oxford; Belle Fourche, SD: Oxford University Press; Kessinger Publishing Company.